# Comuna Jovtneve, Prîlukî
Jovtneve (în ucraineană Жовтневе) este o comună în raionul Prîlukî, regiunea Cernihiv, Ucraina, formată din satele Jovtneve (reședința) și Vorovskoho.

## Demografie
Componența lingvistică a comunei Jovtneve
     Ucraineană (96,82%)
     Rusă (1,06%)
     Alte limbi (0,45%)
Conform recensământului din 2001, majoritatea populației comunei Jovtneve era vorbitoare de ucraineană (96,82%), existând în minoritate și vorbitori de armeană (1,66%) și rusă (1,06%).